# Instituto das Missionárias do Sagrado Coração de Jesus
O Instituto das Missionárias do Sagrado Coração de Jesus, fundado por Madre Cabrini em 1880, está presente em 6 continentes e em 17 países do mundo, dentre eles, o Brasil.
No Brasil desde 1903, o Instituto organizou suas atividades educacionais, sociais e culturais na pessoa jurídica da Associação Madre Cabrini das Missionárias do Sagrado Coração de Jesus, que atua nos estados de: São Paulo, Rio de Janeiro, Minas Gerais, Piauí, Maranhão e Goiás.
No Brasil, as Missionárias do Sagrado Coração de Jesus, no campo da educação fundaram: o Instituto de Educação Boni Consilii, em 1903; o Colégio Regina Coeli fundado por Madre Cabrini quando ela esteve no Rio de Janeiro, em 1908; o Colégio Madre Cabrini, São Paulo, em 1926; o Colégio Regina Coeli, Rio Pomba, Minas Gerais, em 1928; o Instituto de Educação Dr. Joaquim Teixeira Leite, Vassouras, Rio de Janeiro, em 1937. Atualmente, outras obras educacionais, assistenciais e atividades pastorais são realizadas nos estados de São Paulo, Rio de Janeiro, Piauí, Maranhão e Goiás.
Além do Brasil, as Missionárias do Sagrado Coração de Jesus estão presentes em 6 continentes e 17 países: Estados Unidos, México, Nicarágua, Guatemala, Brasil, Paraguai, Argentina, Etiópia, Essuatíni, Uganda, Itália, Suíça, Espanha, Inglaterra, Rússia, Sudão do Sul e Austrália.